# Synophis lasallei
Synophis lasallei — вид змій родини полозових (Colubridae). Мешкає в Колумбії і Еквадорі.

## Поширення і екологія
Synophis lasallei відомі з кількох місцевостей, розташованих в Андах на території Колумбії і Еквадору. Вони живуть у вологих гіських і хмарних тропічних лісах, на висоті 2200 м над рівнем моря. Живляться дрібними ящірками і амфібіями.